# 8789 Effertz
A 8789 Effertz (ideiglenes jelöléssel (8789) 1978 VZ7) a Naprendszer kisbolygóövében található aszteroida. Eleanor F. Helin és Schelte J. Bus fedezte fel 1978. november 7-én.